# Inland Empire (Californië)

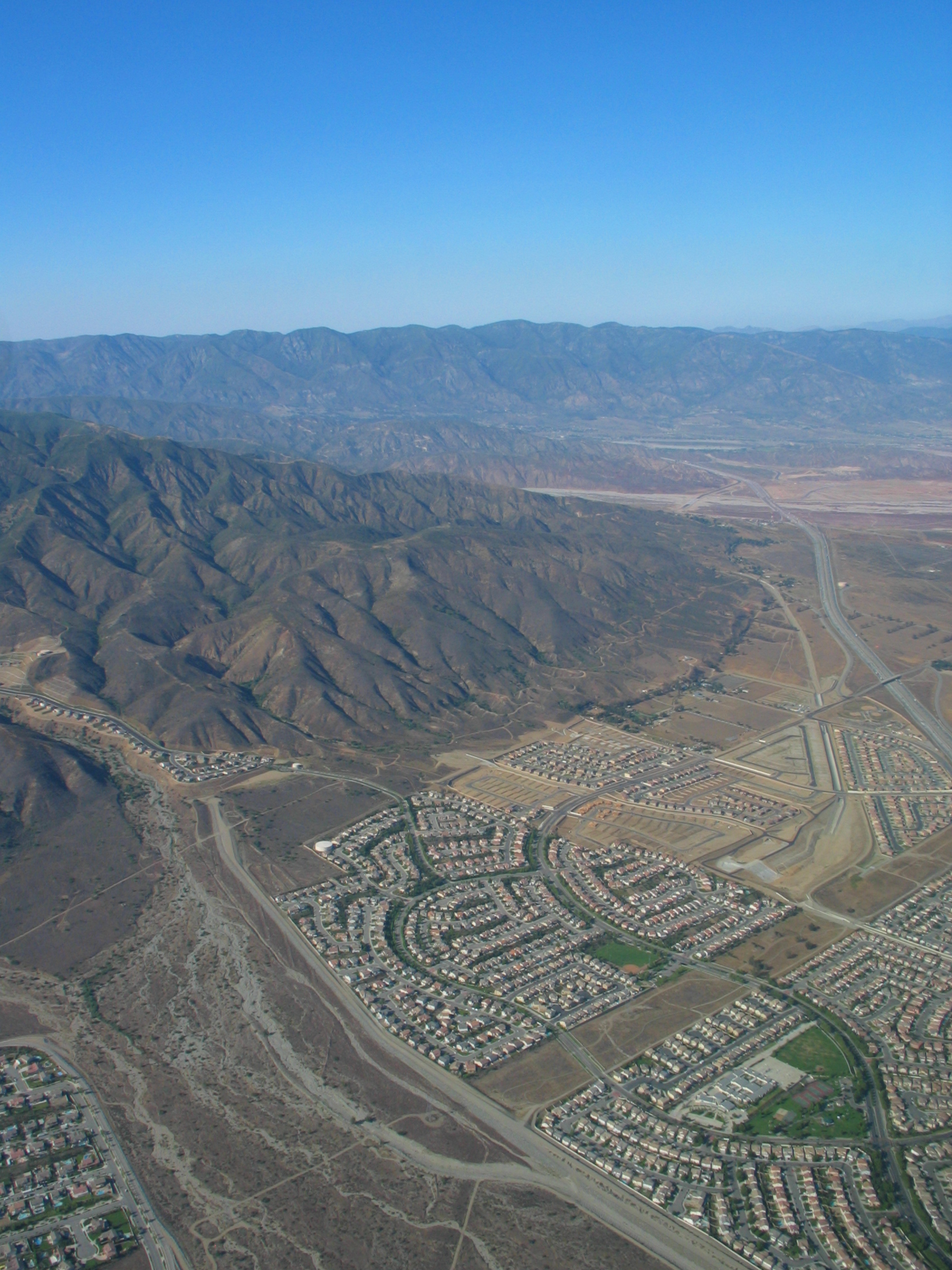
Nieuwbouwwijken in Fontana (San Bernardino County) vanuit de lucht.

Het Inland Empire (Engels voor "binnenlands rijk") is een metropoolregio of een grootstedelijke agglomeratie in het zuiden van de Amerikaanse staat Californië. De grootste steden in de regio zijn San Bernardino, Riverside en Ontario. De regio beslaat in ruimste zin San Bernardino County en Riverside County. Met 4 miljoen inwoners is het de op twee na grootste metropoolregio in Californië en de veertiende in de Verenigde Staten. De naam Inland Empire raakte in gebruik om de regio te onderscheiden van de Greater Los Angeles Area, de (grotere) stedelijke agglomeratie aan de kust ten westen van het Inland Empire.

## Geografie

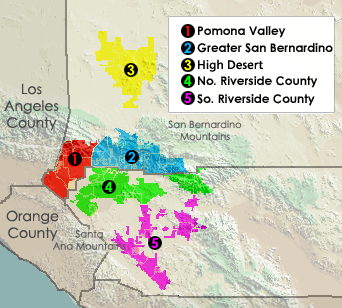
Belangrijkste bevolkingscentra van het Inland Empire: rood = Pomona Valley; blauw = (Greater) San Bernardino; groen = noorden van Riverside; roze = zuiden van Riverside.

Het stedelijk gebied van het Inland Empire ligt in de San Bernardino Valley en Pomona Valley en wordt in het oosten door de San Jose Hills gescheiden van de San Gabriel Valley in Los Angeles County. Deze heuvels vormen een natuurlijke grens tussen het inland Empire en de Greater Los Angeles Area, maar de twee regio's zijn in feite aan elkaar vast gegroeid en door middel van autosnelwegen verbonden, zodat er geen duidelijke zichtbare grens is.
In het zuidwesten wordt de regio begrensd door de Santa Ana Mountains, die de grens vormen met Orange County, en de Santa Rosa Mountains, die de grens vormen met San Diego County. In het noorden vormen de San Bernardino Mountains de natuurlijke begrenzing van de stedelijke bebouwing. In het zuiden is de grens van de bebouwing minder duidelijk en gaat Riverside geleidelijk over in de minder dichtbevolkte Imperial Valley.
Hoewel de bebouwing ook over de bergen de woestijn in oprukt, woont 80% van de bevolking van het Inland Empire in de San Bernardino Valley. Door deze vallei stroomt de Santa Ana River van noord naar zuid. De rivier stroomt daarna door Orange County naar de Grote Oceaan.
Hoofdstad: Sacramento
Regio's: Antelope Valley · Big Sur · Cascade Range · Central Coast · Central Valley · Channel Islands · Coachella Valley · Conejo Valley · Cucamonga Valley · Death Valley · East Bay · East County · Emerald Triangle · Gold Country · Greater Los Angeles · Grote Bekken · Imperial Valley · Inland Empire · Klamath Basin · Lake Tahoe · Los Angeles Basin · Lost Coast · Mojave · Mountain Empire · Noord-Californië · North Bay · North Coast · North County · Oost-Californië · Owens Valley · Oxnard Plain · San Francisco Peninsula · Pomona Valley · Sacramento Valley · San Bernardino Valley · San Diego–Tijuana · San Fernando Valley · San Francisco Bay Area · San Gabriel Valley · San Joaquin Valley · Santa Clara Valley · Santa Clarita Valley · Shasta Cascade · Sierra Nevada · Silicon Valley · South Bay (LA) · South Bay (SD) · South Bay (SF) · South Coast · Southern Border Region · Upstate California · Wine Country · Yosemite · Zuid-Californië
Metropolitane gebieden: Bakersfield · Chico · Fresno · Los Angeles-Long Beach-Glendale · Modesto · Napa · Oakland-Fremont-Hayward · Oxnard-Thousand Oaks-Ventura · Riverside-San Bernardino-Ontario · Sacramento-Roseville · Salinas · San Diego-Carlsbad-San Marcos · San Francisco-San Mateo-Redwood City · San Jose-Sunnyvale-Santa Clara · San Luis Obispo-Paso Robles · Santa Ana-Anaheim-Irvine · Santa Barbara-Santa Maria · Santa Cruz-Watsonville · Santa Rosa-Petaluma · Stockton · Vallejo-Fairfield · Visalia-Porterville · Yuba City
County's: Alameda · Alpine · Amador · Butte · Calaveras · Colusa · Contra Costa · Del Norte · El Dorado · Fresno · Glenn · Humboldt · Imperial · Inyo · Kern · Kings · Lake · Lassen · Los Angeles · Madera · Marin · Mariposa · Mendocino · Merced · Modoc · Mono · Monterey · Napa · Nevada · Orange · Placer · Plumas · Riverside · Sacramento · San Benito · San Bernardino · San Diego · San Francisco · San Joaquin · San Luis Obispo · San Mateo · Santa Barbara · Santa Clara · Santa Cruz · Shasta · Sierra · Siskiyou · Solano · Sonoma · Stanislaus · Sutter · Tehama · Trinity · Tulare · Tuolumne · Ventura · Yolo · Yuba
Portaal Californië